# Província de Kōzuke
Kōzuke (Kōtsuke,, [上野国] Erro: {{japonês}}: texto da transliteração contém caractere não latino (pos 2) (ajuda), Kōzuke no kuni) foi uma província do Japão localizada em Tōsandō, local que hoje compreende Gunma. E conhecida também por Jōshū (上州).

Mapa da província japonesa de Kōzuke destacada (1868)

A antiga capital provincial estava perto da moderna Maebashi. Durante o periodo Sengoku, Kōzuke foi controlada por varios diferentemente por Takeda Shingen, Uesugi Kenshin, o último clã Hōjō, e Tokugawa Ieyasu. A principal cidade foi Takasaki, próxima a Maebashi.